# P&G Taiwan Women's Tennis Open 1994
P&G Taiwan Women's Tennis Open 1994 — жіночий тенісний турнір, що проходив на відкритих кортах з твердим покриттям Taipei Municipal Tennis Court у Тайбеї (Республіка Китай). Належав до турнірів 4-ї категорії в рамках Туру WTA 1994. Відбувсь усьоме й востаннє і тривав з 14 до 20 листопада 1994 року. Перша сіяна Ван Ші-тін здобула титул в одиночному розряді й отримала 18 тис. доларів США.

## Фінальна частина

### Одиночний розряд
Ван Ші-тін —   Нагацука Кьоко 6–1, 6–3
- Для Ван це був 1-й титул в одиночному розряді за сезон і 3-й — за кар'єру.

### Парний розряд
Мішелл Джаггерд-Лай /  Рене Сімпсон-Алтер —  Нансі Фебер /  Александра Фусаї 6–0, 7–6(12–10)
- Для Джаггерд-Лай це був перший титул в парному розряді за сезон і 2-й (останній) - за кар'єру. Для Сімпсон-Алтер це був 1-й титул в парному розряді за кар'єру.